# Абрскіл
«Абрскіл» — стародавній абхазький героїчний епос про богатиря-богоборця Абрскіла, подібного до Прометея. Абрскіл — носій добра і справедливості, борець за щастя вітчизни. З 70-х років XIX століття записано кілька варіантів епосу Іоакімовим (у 1873 році), І. Ліхачовим (1887), В. Гарцкія (1892).